# Суоранда
Суора́нда (фин. Suoranta — берег болота) — деревня Заневского городского поселения Всеволожского района Ленинградской области.

## История
По мнению авторов краеведческой книги «Всеволожск» И. В. Венцеля и Н. Д. Солохина, деревня возникла ещё до Северной войны, во времена шведского владычества, однако в списках населённых мест, Суоранда появилась лишь в конце XIX века.

СУОРАНДА — починок, близ деревни Хирвосты, на земле Ильиных; 8 дворов, 16 м. п., 15 ж. п., всего 31 чел.; смежен с деревней. (1896 год)

В конце XIX — начале XX века деревня административно относилась к Колтушской волости 2-го стана Шлиссельбургского уезда Санкт-Петербургской губернии. Большую часть населения деревни составляли переселенцы и потомки переселенцев из Финляндии, так называемые «финляндские карелы».

СУОРАНДА — деревня Борского сельсовета, Ленинской волости, 17 хозяйств, 51 душа.

Из них: русских — 4 хозяйства, 14 душ; финнов-ингерманландцев — 4 хозяйства, 9 душ; финнов-суоми — 9 хозяйств, 28 душ; (1926 год)

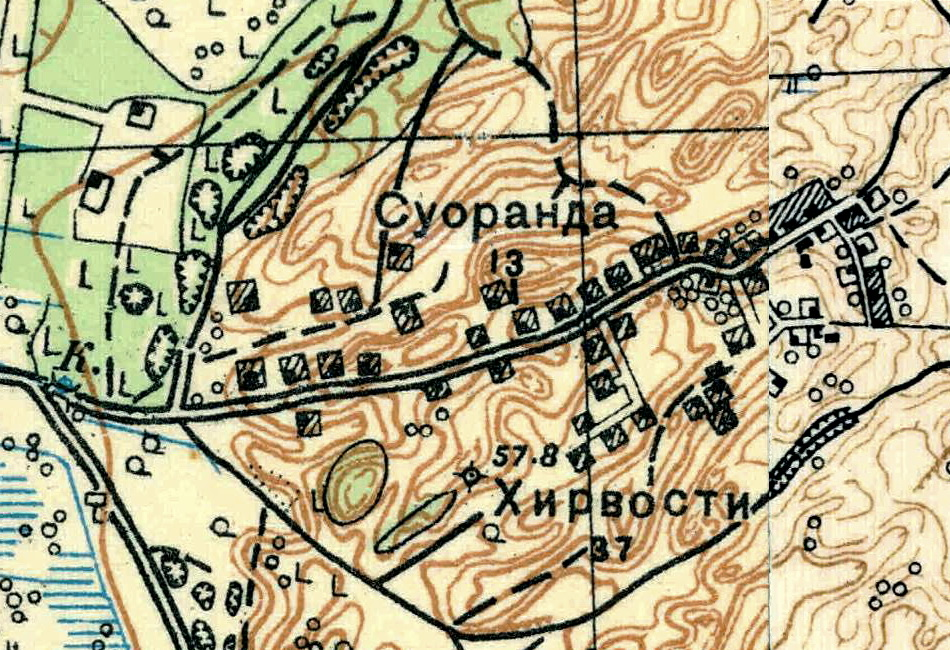
План деревни Суоранда. 1931 год

Согласно топографической карте 1931 года деревня насчитывала 13 дворов.
По административным данным 1933 года деревня Суоранда относилась к Колтушскому финскому национальному сельсовету.
В 1938 году население деревни составляло 41 человек, все финны.

СУОРАНДА — деревня Колтушского сельсовета, 133 чел. (1939 год)

С 14 апреля 1939 года по 20 марта 1959 года деревня входила в состав Красногорского сельсовета.
В 1940 году деревня насчитывала 10 дворов.
В 1942 году финское население деревни Суоранда было полностью депортировано.
Ранее, на западной окраине деревни, где Колтушская возвышенность переходит в болотистую низину, стояли бараки торфоразработчиков, велась добыча торфа, отсюда и финское название деревни. Сейчас после осушения болот, ведётся добыча песка, приведшая к обезвоживанию деревни.
В 1958 году население деревни составляло 649 человек.
По данным 1966, 1973 и 1990 годов деревня Суоранда входила в состав Заневского сельсовета>.
С 1996 года в Суоранде регулярно проводятся соревнования по маунтинбайку и лыжным гонкам.
В 1997 году в деревне проживали 442 человека, в 2002 году — 474 человека (русских — 76 %), в 2007 году — 417.
На сегодня Суоранда и Хирвости фактически единый населённый пункт — их разделяет только улица Центральная .

## География
Деревня расположена в юго-западной части района на 5-м километре Колтушского шоссе (автодорога 41К-079 (Санкт-Петербург — Колтуши)).
Находится на Колтушской возвышенности.
Расстояние до административного центра поселения 8 км.
Расстояние до ближайшей железнодорожной станции Заневский Пост — 7 км.

## Демография
| 2007 | 2010 | 2017 |
| ---- | ---- | ---- |
| 417  | ↗438 | ↗495 |

Национальный состав
По данным Всероссийской переписи населения 2021 года в деревне проживали 379 человек, из них:
 русские — 360, финны-ингерманландцы — 7, украинцы — 2, узбеки — 1, остальные национальность не указали.

## Памятники
В Суоранде находится братская могила воинов, погибших в годы Великой Отечественной войны, в ней похоронен Герой Советского Союза Н. Х. Ржавский, его именем названа улица в Суоранде. В ней также похоронен Яков Александрович Хенкин, инженер-экономист и видный ленинградский фотограф 1930-х годов.

## Улицы
Колтушское шоссе, Нагорная, Новая, Новый Карьер, Подгорная, Подгорный тупик, Рабочая, Ржавского, переулок Ржавского, Средняя, Строителей, Центральная, Школьная.

## Прочее
В деревне ведётся активное коттеджное строительство.
Рядом с деревней организована несанкционированная свалка.